# Кабъл (окръг, Западна Вирджиния)
Окръг Кабъл (на английски: Cabell County) е окръг в щата Западна Вирджиния, Съединени американски щати. Площта му е 746 km², а населението – 96 974 души (2012). Административен център е град Хънтингтън.